# Svébis Bence
Svébis Bence (Budapest, 1983. –) magyar költő, kritikus.

## Életpályája
Egyetemi tanulmányait a budapesti Pázmány Péter Katolikus Egyetem filozófia-magyar szakán végezte el. 2011-től kiállítási beszámolóit, irodalmi interjúit, kultúrtörténeti esszéit, könyv- és filmkritikáit is közli a Magyar Narancs, az Élet és Irodalom, a Népszabadság, a Forrás, a Műút, a Litera.hu és a Film.hu, valamint a Hamu és Gyémánt magazin. 2020-ban a Pesti Hírlap újságírója volt. 2020–2022 között a 168 Óra vezető szerkesztőjeként dolgozott. 2022 óta a PORT.hu munkatársa.
Verseit az Élet és Irodalom, az Alföld, A Dunánál, az Irodalmi Jelen és a kolozsvári Helikon közölte.

## Művei
- Biztos talaj (2009)

## Díjai
- Makói Medáliák (2010)